# Associazione Calcio Entella 1959-1960
Questa voce raccoglie le informazioni riguardanti l'Associazione Calcio Entella nelle competizioni ufficiali della stagione 1959-1960.

## Stagione
Nella stagione 1959-1960 l'Entella disputò il campionato di Serie D, raggiungendo il 1º posto nel Girone A e la promozione in Serie C.

## Divise
| 1ª divisa | 2ª divisa |

## Rosa
| N. |                   | Ruolo | Calciatore                 |
| -- | ----------------- | ----- | -------------------------- |
|    | Italia (bandiera) |       | Giancarlo Armari           |
|    | Italia (bandiera) |       | Emanuele Canepa I          |
|    | Italia (bandiera) |       | Gianluigi Canepa II        |
|    | Italia (bandiera) |       | Renato Castagneto          |
|    | Italia (bandiera) |       | Antonio Cavina             |
|    | Italia (bandiera) |       | Renzo Del Grosso           |
|    | Italia (bandiera) |       | Giacomo Forno              |
|    | Italia (bandiera) |       | Giovan Battista Giacometti |
|    | Italia (bandiera) |       | Tullio Ginocchio           |
|    | Italia (bandiera) |       | Bruno Matteazzi            |
|    | Italia (bandiera) |       | Renato Moggia              |

| N. |                   | Ruolo | Calciatore             |
| -- | ----------------- | ----- | ---------------------- |
|    | Italia (bandiera) | D     | Ermes Nadalin          |
|    | Italia (bandiera) |       | Basilio Parodi         |
|    | Italia (bandiera) |       | Gaetano Peirano        |
|    | Italia (bandiera) |       | Giorgio Piazza         |
|    | Italia (bandiera) |       | Mario Pieri            |
|    | Italia (bandiera) |       | Ferdinando Righetti    |
|    | Italia (bandiera) |       | Giovanni Rollando      |
|    | Italia (bandiera) |       | Giuseppe Sanguineti II |
|    | Italia (bandiera) |       | Carlo Scotto           |
|    | Italia (bandiera) |       | Sergio Squeri          |